# Caspar Wilhelm Smith
Caspar Wilhelm Smith (ved dåben: Kaspar Vilhelm) (16. juni 1811 i København – 4. september 1881 sammesteds) var en dansk sprogforsker, far til Carl Vilhelm Daniel Rohl-Smith.
Af sin stiffader P.G. Fibiger blev han 1829 fra Kolding Skole dimitteret til universitetet. I sine Studier, der i fl. Aar hemmedes af
Sygelighed, delte han sig mellem Filosofi og Filologi,
men tog 1840 filologisk Embedseksamen. 1841
tiltraadte han en Udenlandsrejse, der kom til at
vare til 1845. Hans Tanke var egl. at drive
omfattende sprogfilosofiske Studier, først og
fremmest i Berlin; men hans Interesse droges
mere og mere til de slaviske Sprog, og Studiet
af disse, særlig Polsk, blev da efterhaanden
Formaalet for Rejsen. Da der ingen Udsigter var
for ham i Danmark ad denne Vej, bestemte han
sig for Skolegerning og blev 1847 Adjunkt i
Roskilde. Ønsket om at faa de slaviske Sprog
repræsenterede ved Univ. gjorde sig imidlertid
mere og mere gældende, og efter at S. 1859,
med Fritagelse for det mundtlige Forsvar, havde
erhvervet den filosofiske Doktorgrad ved den
ene af de Afhandlinger, han 1857—59 udgav
under Fællestitelen De locis quibusdam
grammaticæ linguarum Balticarum et Slavonicarum,
blev han 31. Oktbr s. A. udnævnt til Docent i
slavisk Sprog og Litteratur. 1865 fik han Titel
af Prof., hvilken han dog gav Afkald paa. I
denne Stilling virkede han til sin Død. Af hans
Arbejder maa fremhæves: »Grammatik der
polnischen Sprache« (Berlin 1845, 2. Udg. 1864),
den vigtige, af fortræffelige Noter ledsagede
Oversættelse af »Nestors russiske Krønike«
(1869), den ved hans Død ikke helt afsluttede
»Russisk Litteraturhistorie fra Peter den Store's
Tid til Beg. af dette Aarhundrede« (1882);
endvidere en Rk. mindre, dels selvstændig
udgivne, dels i forsk. Tidsskrifter offentliggjorte
Arbejder over sproglige, litterære, historiske ell.
religionsfilosofiske Emner. S. var ogsaa en fin
Kender af Holberg, hvorom han har aflagt
Vidnesbyrd i sin Bog »Om Holberg's Levned og
populære Skrifter« (1857).
Smith blev Ridder af Dannebrog 1878. Han er begravet på Assistens Kirkegård.